# Al'met'evskij rajon
L'Al'met'evskij rajon, (in russo Альметьевский район?, in lingua tatara Əlmət rayonı, Әлмә́т районы́), è un municipal'nyj rajon della Repubblica Autonoma del Tatarstan, in Russia. Istituito il 10 agosto 1930, occupa una superficie di circa 2 542.93 chilometri quadrati, ha come capoluogo Al'met'evsk e conta altri 95 centri abitati.